# Civet de zourites
Le civet de zourites est l'un des mets emblématiques de la cuisine réunionnaise. Ce civet est élaboré à base de zourites (petits poulpes), de vin rouge, d'épices et d'aromates. On peut dire que le civet réunionnais est un mélange du cari et du rôti. On y retrouve les épices de l'un et de l'autre qui, une fois mijotées dans le vin, apportent des saveurs particulières.

## Définition
Ce mets est fait à base de morceaux de zourites cuits à l'étouffée dans du vin rouge et relevés par une garniture aromatique. Il fait partie des vingt recettes emblématiques de l'île de La Réunion.

## Étymologie
Le nom de hourite est utilisé dans les Mascareignes pour désigner des poulpes ou des seiches. Ce terme a été pour la première fois signalé dans un ouvrage de Olfert Dapper sur Madagascar et l'origine de ce mot semble être malgache (cf. orita). Il a été transcrit en ourite en créole mauricien et zourit ou zourite en créole réunionnais. Dans l'île, les marchés proposent deux variétés de zourites, celle pêchée au large et celle des récifs. C'est cette dernière qui est la plus appréciée pour le civet.

Préparation du civet
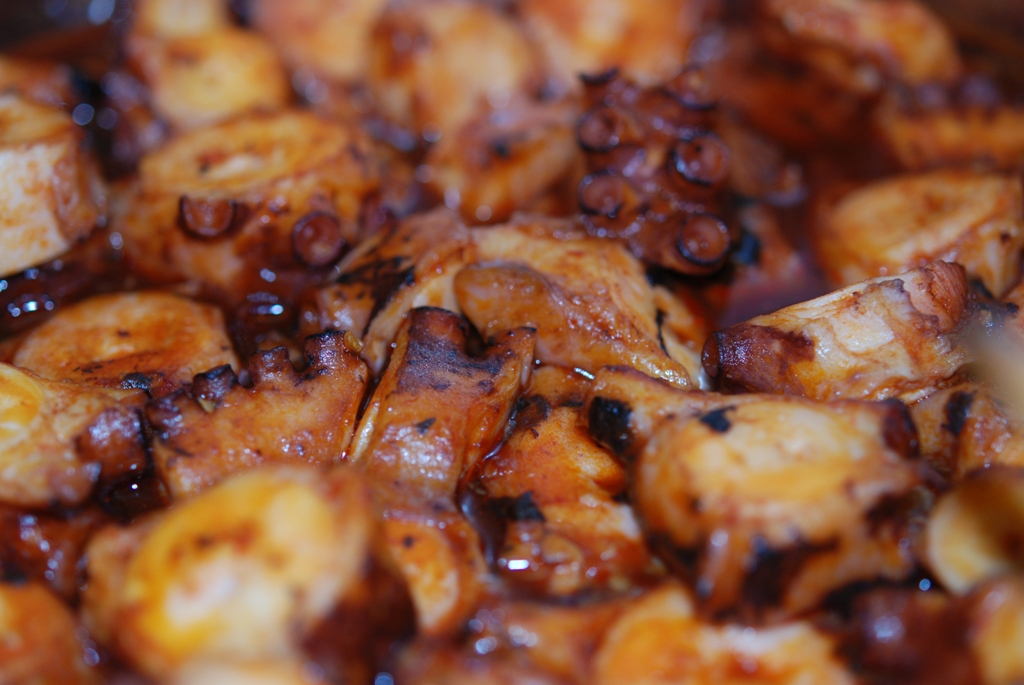
Morceaux de zourites.
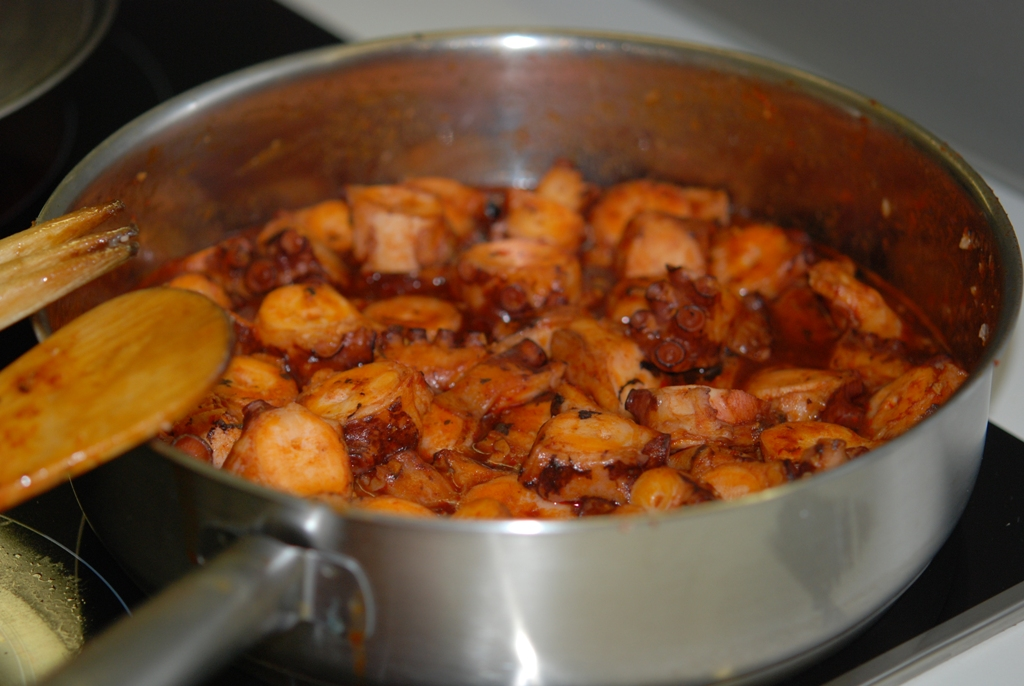
Cuisson du civet.

## Préparation
Pour faire ce mets, il faut zourites, oignons, ail, gingembre frais, combava, tomates, huile, vin rouge, thym, girofle, muscade, persil, vinaigre, sel, poivre, ravinsare et quatre-épices. Il est nécessaire d’attendrir les fibres des gros spécimens achetés frais.
Le zourite est composé à plus de 70 % d’eau, elle s’évapore à la cuisson et quand elle l'est complètement, on ajoute le vin. Ce mets se sert traditionnellement sans sauce. Le fin du fin est qu'il soit « croûté », c'est-à-dire qu'il attache un peu sur le fond de la casserole.

## Accord mets/vin
Un vin rouge de Cilaos, le même qui a servi pour faire le civet, accompagne fort bien ce mets. Il se sert avec un rougail citronné plutôt qu'un rougail tomates.